# ドバイ・スポーツ・シティ
ドバイ・スポーツ・シティ（Dubai Sports City、略称DSC）はアラブ首長国連邦ドバイのドバイランド内に建設中の総合運動エリアのことである。元々は2016年夏季オリンピック招致のために計画された。2009年4月にクリケットスタジアムが先行して完成した。

## 施設
- 2万5千席収容のクリケットスタジアム：クリケットの国際試合に使われているほか、コンサートや2014年にはペプシIPLの会場として使用された。
- 5千席収容のホッケースタジアム：陸上競技場も兼ねている
- その他マンチェスター・ユナイテッドFCのサッカーアカデミーや水泳、クリケット、テニス、ゴルフ、ホッケーなどのアカデミー、マンション、ショッピングモールなどの複合施設も設けられる予定。